# Perspektivni objektiv
Perspektivni objektiv je objektiv, ki je zelo uporaben pri arhitekturni fotografiji, ker omogoča nagibanje goriščne ravnine. S tem se doseže zanimive učinke globinske ostrine in popravek konvergence navpičnic. Objektiv ima goriščnice največkrat med 45 in 90 mm.
- Zgled perspektivnega objektiva